# JMC Air
JMC Airlines Limited (también conocida como JMC Air, JMC Airlines o simplemente JMC y estilizada como jmc) fue una aerolínea chárter del Reino Unido formada por la fusión de Caledonian Airways y Flying Colors Airlines, tras la compra de Thomas Cook & Son por Carlson Leisure Group. JMC Air recibió su nombre de las iniciales del hijo de Thomas Cook, John Mason Cook. 
La aerolínea fue renombrada y remodelada en marzo de 2003 a Thomas Cook Airlines UK.  La aerolínea operaba vuelos desde sus 6 bases operativas en el Reino Unido, ofreciendo reservas de solo asiento y reservas a través de Thomas Cook Tour Operations (Thomas Cook Package Holidays).

## Historia
JMC Air se anunció inicialmente en 1999 con un plan de renovación de marca de cinco años y 200 millones de libras para integrar tres de las marcas vacacionales de Thomas Cook: Sunworld, Sunset, Inspirations and Flying Colours y Caledonian Airlines. JMC Air recibió su nombre de las iniciales del hijo de Thomas Cook, John Mason Cook. El director general de JMC Air era Terry Soult, quien anteriormente había desempeñado el mismo cargo en Flying Colours. Comenzó a operar bajo el nombre de JMC Air en marzo de 2000. Las principales bases de operaciones eran el Aeropuerto de Londres-Gatwick y el Aeropuerto de Mánchester. También había aeronaves estacionadas en el Aeropuerto de Londres-Stansted, el Aeropuerto Int. de Birmingham-West Midlands, el Aeropuerto Int. de Brístol, el Aeropuerto Int. de Glasgow, el Aeropuerto Int. de Cardiff y el Aeropuerto de Newcastle upon Tyne. JMC Air también operaba vuelos desde el Aeropuerto Int. de Leeds Bradford.
Al inicio de sus operaciones, la flota estaba compuesta por Boeing 757-200, Airbus A320, Airbus A330-200 y McDonnell Douglas DC-10. En el año 2000, Thomas Cook fue vendida a C&N Touristic, un grupo alemán respaldado por Lufthansa y renombrada como Thomas Cook AG. Como resultado de la adquisición, JMC Air se vinculó estrechamente con Condor y se estima que controlaba el 16% de todos los asientos de aerolíneas chárter europeas. Ese mismo año, JMC enfrentó demandas por parte de 20 turistas que enfermaron durante un paquete vacacional en Mallorca. JMC Air también formó parte de un consorcio de ocho aerolíneas que intentó comprar los Servicios Nacionales de Tráfico Aéreo británicos.
Antes de su lanzamiento en 1999, JMC Air buscó adquirir el último avión 757-300 de Boeing, lo que la convirtió en el primer operador británico del -300 en 2001. A finales de 2001, Thomas Cook despidió a más de 550 empleados, de los cuales 100 pertenecían a JMC Air. JMC Air también cerró tres bases en el Reino Unido debido a la disminución del número de pasajeros tras los atentados del 11 de septiembre de 2001. En noviembre de ese mismo año, un vuelo de JMC Air de Newcastle a Tenerife fue desviado debido a un incidente con un pasajero ebrio, lo que resultó en su arresto y encarcelamiento durante cuatro meses. Ese mismo mes, JMC Air recibió dos aviones Airbus A330-200 arrendados a través de CIT Aerospace y Tyco Capital. Los aviones estaban configurados en dos clases y equipados con motores Rolls-Royce Trent. Se utilizaban principalmente para vuelos de larga distancia al Caribe y Estados Unidos.
A principios de 2002, un pasajero de JMC Air obtuvo una indemnización por presunta trombosis venosa profunda como resultado de un vuelo de larga distancia de Calgary a Mánchester. En mayo, se anunció que JMC Air cambiaría su nombre a Thomas Cook para el verano de 2003. Por aquella época, JMC estaba considerando la posibilidad de ofrecer reservas de vuelos exclusivos para competir con aerolíneas de bajo coste como EasyJet. El primer avión con la bandera de Thomas Cook despegó a finales de 2002.
En 2003, Holiday Which reconoció a JMC Air como la mejor aerolínea chárter del Reino Unido con los retrasos más cortos, tras reducir su retraso promedio de 33 minutos en 2001 a 13 minutos en 2002. Ese mismo año, a Sufyan Sadiq, un joven de 16 años que viajaba con el Stamford College, se le negó el embarque en un vuelo de JMC Air desde el aeropuerto de Londres-Gatwick tras bromear con el personal diciendo que llevaba una pistola en el equipaje. JMC Air finalizó sus operaciones en marzo de 2003, convirtiéndose en Thomas Cook Airlines, mientras que JMC se mantuvo como una marca de vacaciones familiares bajo el paraguas de los paquetes vacacionales de Cook.

## Flota histórica

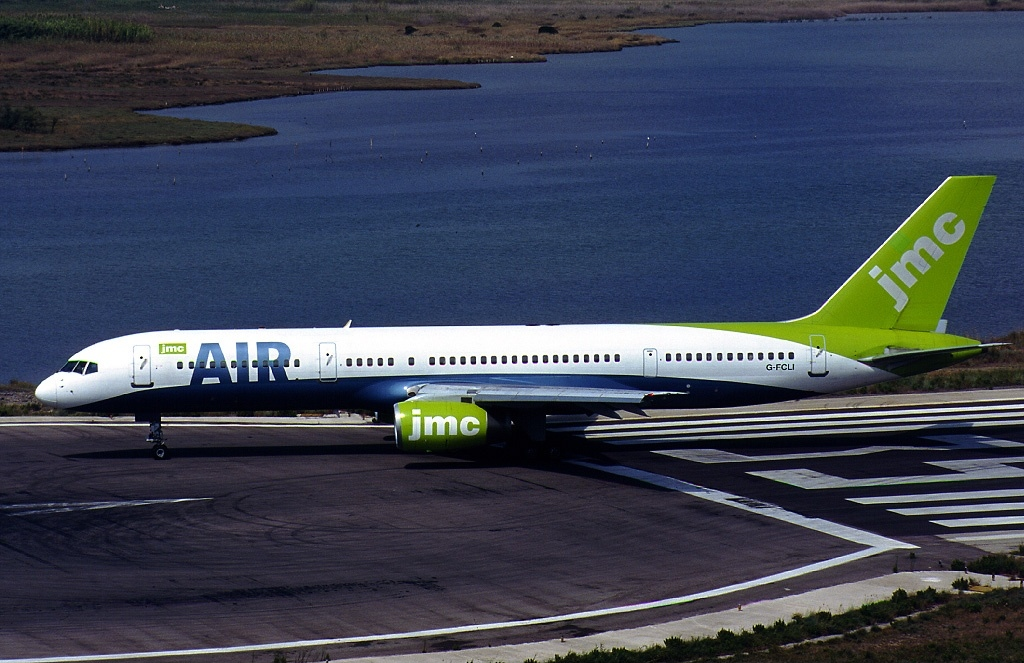
Boeing 757-200 de jmc Air

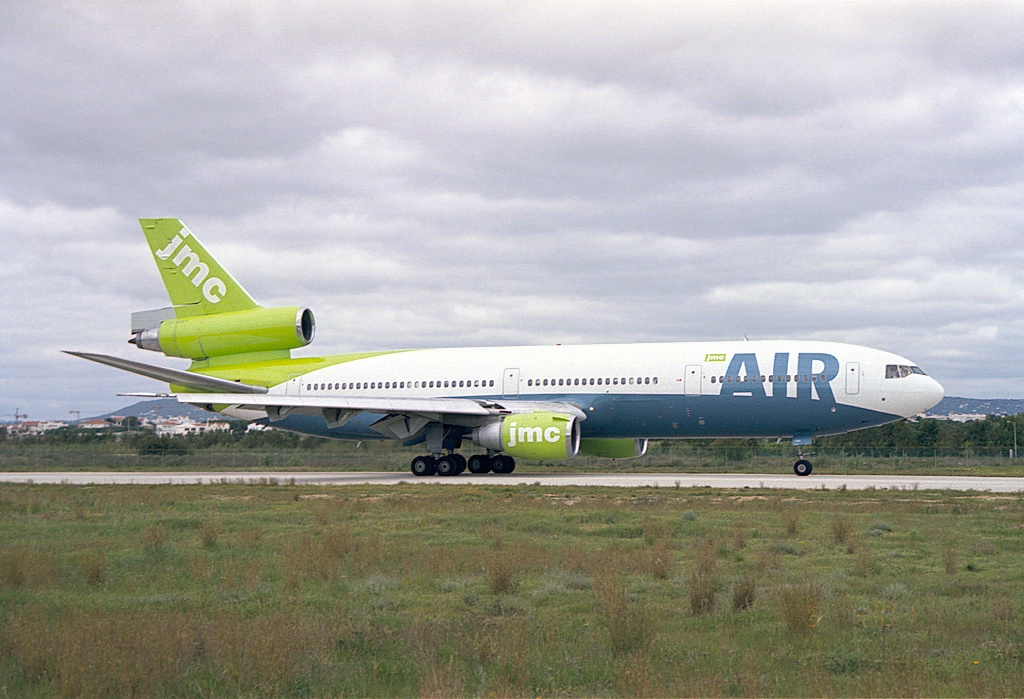
McDonnell Douglas DC-10-30de jmc Air

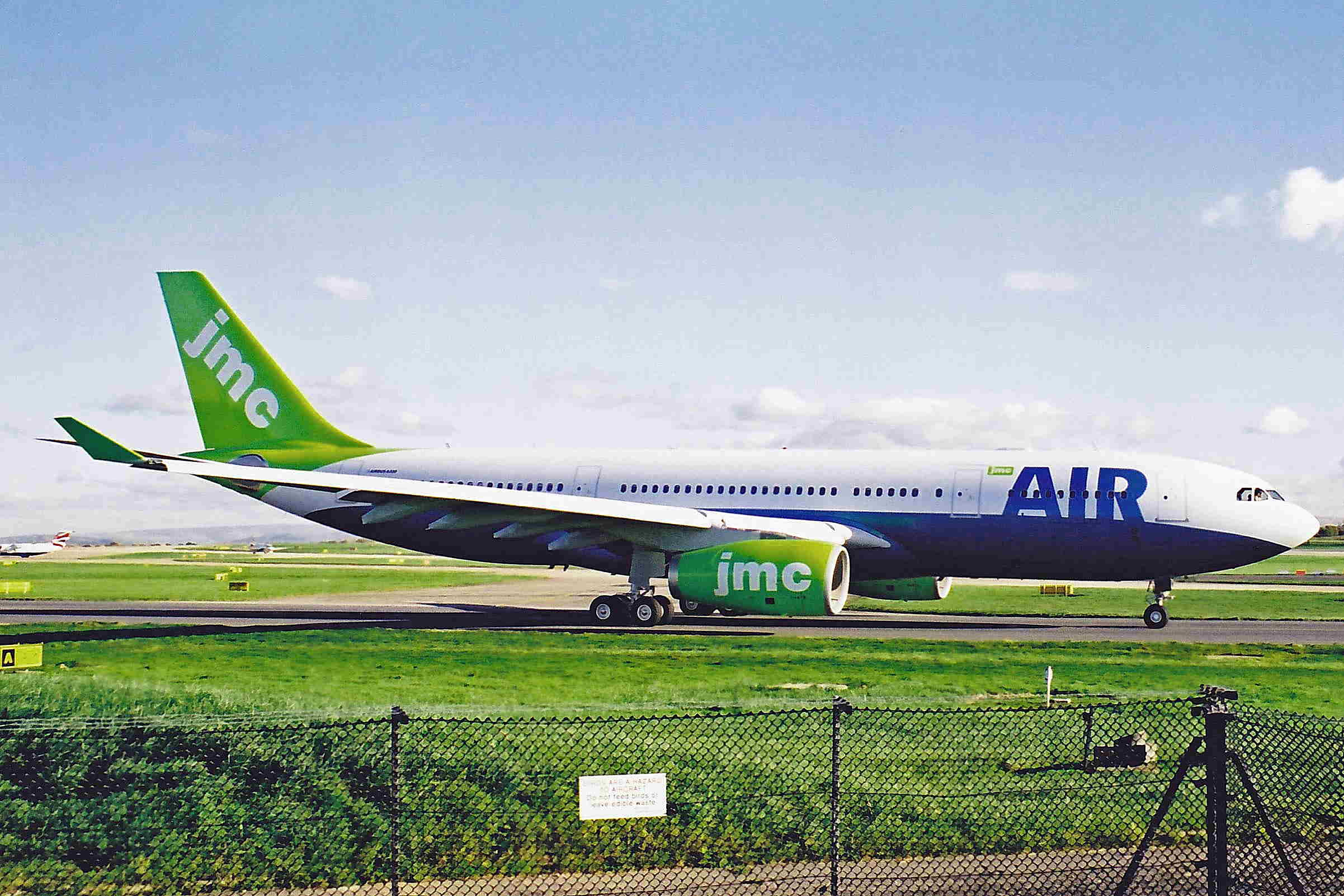
Airbus A330-200 de jmc Air

La flota de JMC Air constaba en las siguientes aeronaves:
| Aeronaves               | Total | Introducido | Retirado | Matrículas |
| ----------------------- | ----- | ----------- | -------- | --- |
| Airbus A320-200         | 10    | 2000        | 2003     | G-BVYA, G-BVYB, G-CVYD, G-CVYE, G-BVYC, G-CVYG, G-BXKC, G-BXKD, G-BXKB y G-BXKA,                                                |
| Airbus A330-200         | 2     | 2001        | 2003     | G-OJMB y G-OJMC |
| Boeing 757-200          | 16    | 2000        | 2003     | G-FCLG, G-JMCF, C-FXOO, G-FCLJ, G-FCLK, G-FCLH, G-FCLI, G-JMCG, G-FCLA, G-FCLB, G-FCLC, G-FCLE, G-FCLD, G-FCLF, G-JMCD y G-JMCE |
| Boeing 757-300          | 2     | 2001        | 2003     | G-JMAA y G-JMAB |
| McDonnell Douglas DC-10 | 2     | 2000        | 2002     | G-LYON y G-GOKT |